# ダーラーブ
ダーラーブ（ペルシア語: داراب）とは、イランのファールス州ダーラーブ郡中央地区の都市であり、地区と郡の中心都市に定められている。2016年当時の人口は70,232人、21,308世帯。
アルボルズ山脈の南東端、標高1,140mに位置する。

## 歴史
ダーラーブの町からおよそ8km南東に離れた地点にサーサーン朝時代初期に建設された都市の遺跡が存在する。
歴史家タバリーは、「ダーラー（ダレイオス）」という名のアケメネス朝の王、あるいは在地の支配者が町の建設者ではないかと推測した。遺跡はダーラーブギルド（ダレイオスの町）という名前で呼ばれ、都市の建設者はアケメネス朝の王ダレイオス1世、あるいは伝説的な古代のキヤーニー王朝のダーラーブ王だと伝えられている。
9世紀の歴史家ハムザ・アル＝イスファハーニーによれば、当初町は三角形に設計されていたが、8世紀にファールス総督によって円形の城壁が増築されたという。城壁は不規則な円形をしており、直径はおよそ1,900mに及んでいた。
中世の大部分の期間、ダーラーブは行政区域の中心都市であり続けたが、12世紀以降にダーラーブの旧市街地は放棄された。町が廃墟となった一因には過酷な気候と水質の悪さが挙げられている。織物、ジャスミン油、岩塩、シラジットなどの商品が生産されていた。
町の近郊には、孤立した岩の周囲に一続きの土塁を配置したカラ・イ・ダラーブ（ダレイオスの砦）などの遺跡があるが、カラ・イ・ダラーブが建設された年代や遺跡で起きた出来事を記す資料は残されていない。遺跡のほか、260年にサーサーン朝の王シャープール1世がローマ皇帝ウァレリアヌスに勝利した出来事を記念した岩の垂直面に刻まれた巨大な浅浮彫が残されている。

## 気候
| ダーラーブの気候       | ダーラーブの気候 | ダーラーブの気候 | ダーラーブの気候 | ダーラーブの気候 | ダーラーブの気候 | ダーラーブの気候 | ダーラーブの気候 | ダーラーブの気候 | ダーラーブの気候 | ダーラーブの気候 | ダーラーブの気候 | ダーラーブの気候 | ダーラーブの気候 |
| 月                     | 1月              | 2月              | 3月              | 4月              | 5月              | 6月              | 7月              | 8月              | 9月              | 10月             | 11月             | 12月             | 年               |
| ---------------------- | ---------------- | ---------------- | ---------------- | ---------------- | ---------------- | ---------------- | ---------------- | ---------------- | ---------------- | ---------------- | ---------------- | ---------------- | ---------------- |
| 平均最高気温 °C （°F） | 16.1 (61)        | 19.1 (66.4)      | 23.0 (73.4)      | 28.8 (83.8)      | 35.8 (96.4)      | 40.2 (104.4)     | 41.7 (107.1)     | 40.7 (105.3)     | 37.3 (99.1)      | 31.9 (89.4)      | 24.5 (76.1)      | 19.0 (66.2)      | 29.84 (85.72)    |
| 日平均気温 °C （°F）   | 9.9 (49.8)       | 12.7 (54.9)      | 16.0 (60.8)      | 21.0 (69.8)      | 27.1 (80.8)      | 31.4 (88.5)      | 34.0 (93.2)      | 33.0 (91.4)      | 28.6 (83.5)      | 23.1 (73.6)      | 16.4 (61.5)      | 12.1 (53.8)      | 22.11 (71.8)     |
| 平均最低気温 °C （°F） | 3.9 (39)         | 6.4 (43.5)       | 9.0 (48.2)       | 13.2 (55.8)      | 18.4 (65.1)      | 22.6 (72.7)      | 26.3 (79.3)      | 25.3 (77.5)      | 19.9 (67.8)      | 14.3 (57.7)      | 8.3 (46.9)       | 5.2 (41.4)       | 14.4 (57.91)     |
| 降水量 mm （inch）     | 75.0 (2.953)     | 45.5 (1.791)     | 52.6 (2.071)     | 16.8 (0.661)     | 0.4 (0.016)      | 1.9 (0.075)      | 2.2 (0.087)      | 2.9 (0.114)      | 0.4 (0.016)      | 1.0 (0.039)      | 6.4 (0.252)      | 52.3 (2.059)     | 257.4 (10.134)   |
| % 湿度                 | 61               | 56               | 51               | 39               | 25               | 21               | 24               | 25               | 27               | 30               | 42               | 54               | 37.9             |
| 平均月間日照時間       | 225.1            | 223.6            | 261.7            | 283.2            | 352.0            | 346.9            | 337.0            | 337.9            | 318.7            | 312.1            | 259.2            | 236.3            | 3,493.7          |
| 出典：Climate-Data.org |                  |                  |                  |                  |                  |                  |                  |                  |                  |                  |                  |                  |                  |

## 産業
小麦、柑橘類、綿花、デーツ、ブドウなどの農作物が栽培されている。また、町で収穫された綿花を素材とする織物やカーペットが製造されている。

## 高等教育
イスラーム自由大学ダーラーブ校、パヤーメ・ヌール大学ダーラーブセンターなど、ダーラーブには5つの高等教育機関が置かれている。